# Cylindromyia bigoti
Cylindromyia bigoti là một loài ruồi trong họ Tachinidae.